# La Ville-aux-Bois-lès-Dizy
Pour les articles homonymes, voir La Ville-aux-Bois (homonymie).
La Ville-aux-Bois-lès-Dizy est une commune française située dans le département de l'Aisne, en région Hauts-de-France.

## Géographie
- 1Carte dynamique
- 2Carte OpenStreetMap
- 3Carte topographique
- 4Carte avec les communes environnantes
- 5Entrée du village

### Hydrographie
La commune est située dans le bassin Seine-Normandie. Elle n'est drainée par aucun cours d'eau,.

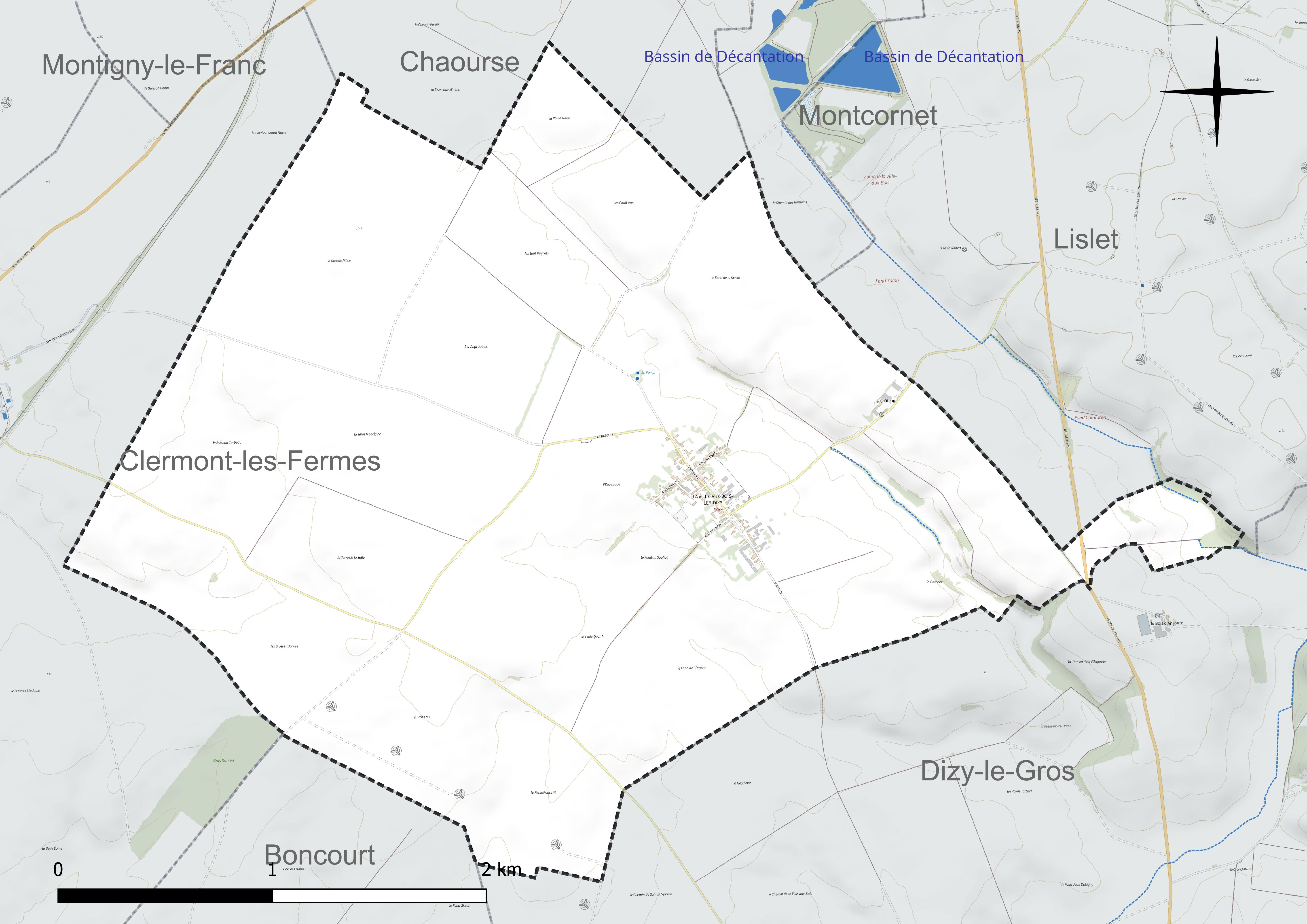
Réseau hydrographique de la Ville-aux-Bois-lès-Dizy.

### Climat
Pour des articles plus généraux, voir Climat des Hauts-de-France et Climat de l'Aisne.
En 2010, le climat de la commune est de type climat océanique dégradé des plaines du Centre et du Nord, selon une étude du CNRS s'appuyant sur une série de données couvrant la période 1971-2000. En 2020, Météo-France publie une typologie des climats de la France métropolitaine dans laquelle la commune est exposée à un climat océanique altéré et est dans la région climatique Nord-est du bassin Parisien, caractérisée par un ensoleillement médiocre, une pluviométrie moyenne régulièrement répartie au cours de l'année et un hiver froid (3 °C).
Pour la période 1971-2000, la température annuelle moyenne est de 10 °C, avec une amplitude thermique annuelle de 15,3 °C. Le cumul annuel moyen de précipitations est de 814 mm, avec 12,6 jours de précipitations en janvier et 9,2 jours en juillet. Pour la période 1991-2020, la température moyenne annuelle observée sur la station météorologique la plus proche, située sur la commune de La Selve à 10 km à vol d'oiseau, est de 10,8 °C et le cumul annuel moyen de précipitations est de 710,7 mm,. Pour l'avenir, les paramètres climatiques de la commune estimés pour 2050 selon différents scénarios d'émission de gaz à effet de serre sont consultables sur un site dédié publié par Météo-France en novembre 2022.

## Urbanisme

### Typologie
Au 1er janvier 2024, La Ville-aux-Bois-lès-Dizy est catégorisée commune rurale à habitat dispersé, selon la nouvelle grille communale de densité à 7 niveaux définie par l'Insee en 2022.
Elle est située hors unité urbaine et hors attraction des villes,.

### Occupation des sols
L'occupation des sols de la commune, telle qu'elle ressort de la base de données européenne d'occupation biophysique des sols Corine Land Cover (CLC), est marquée par l'importance des territoires agricoles (97,2 % en 2018), une proportion sensiblement équivalente à celle de 1990 (97,3 %). La répartition détaillée en 2018 est la suivante : 
terres arables (97,2 %), zones urbanisées (2,8 %).
L'évolution de l'occupation des sols de la commune et de ses infrastructures peut être observée sur les différentes représentations cartographiques du territoire : la carte de Cassini (XVIIIe siècle), la carte d'état-major (1820-1866) et les cartes ou photos aériennes de l'IGN pour la période actuelle (1950 à aujourd'hui).

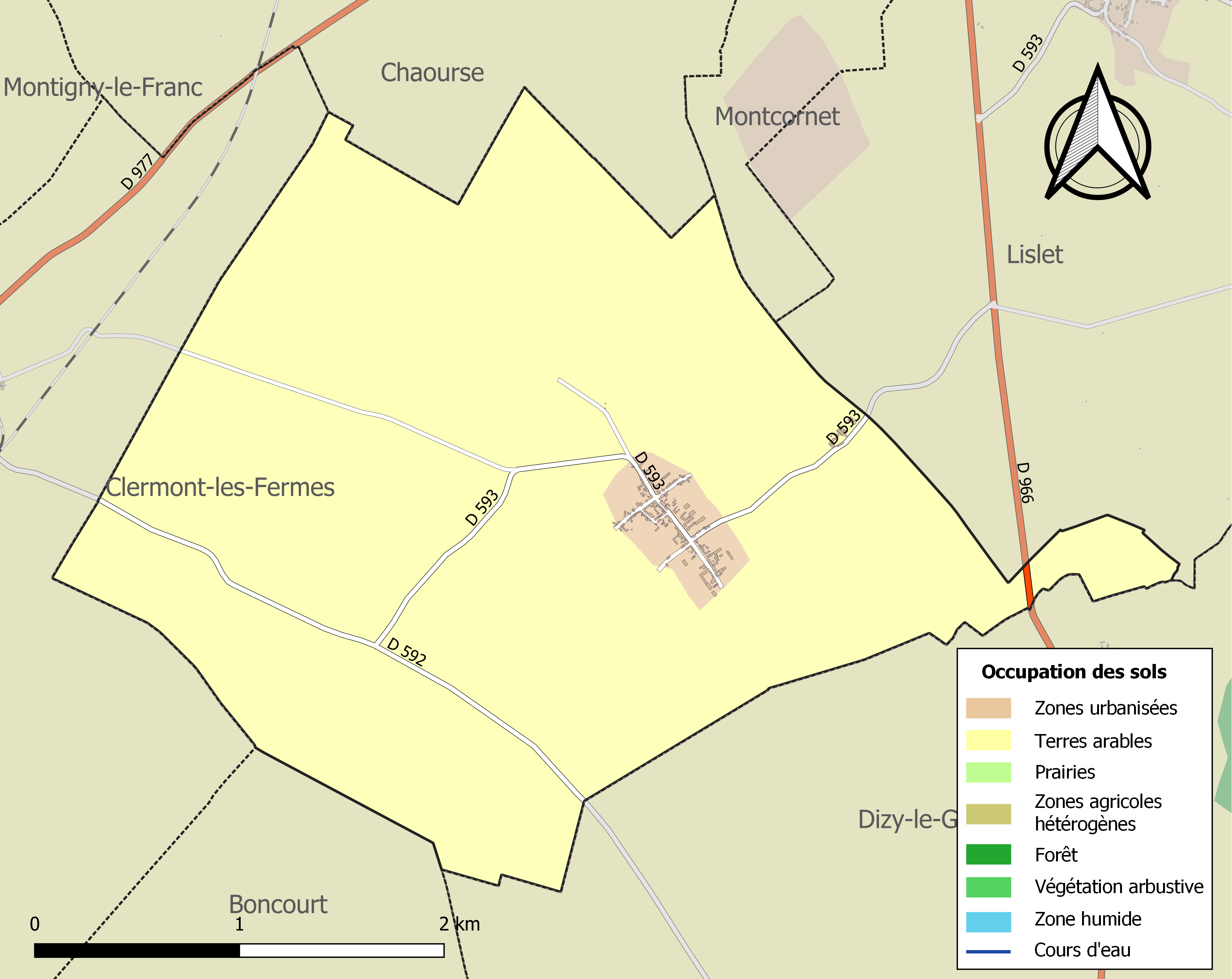
Carte de l'occupation des sols de la commune en 2018 (CLC).

## Toponymie
Le nom de la localité est attesté sous les formes La-grande-Ville-aux-Boys paroche de Dizy (1574) ; La Ville-aux-Boys (1596) ; La Ville-aux-Bois-en-Thiérache (1732).
De l'oïl ville « village » et le Bois d'Angouste.

Des massifs boisés n'ont laissé de trace que dans la toponymie locale.
La préposition « lès » permet de signifier la proximité d'un lieu géographique par rapport à un autre lieu. En règle générale, il s'agit d'une localité qui tient à se situer par rapport à une ville voisine plus grande. La commune de La Ville-aux-Bois indique qu'elle se situe près de Dizy-le-Gros.

## Histoire
Avant la révolution, le patronage, possibilité de présenter à l'évêque, pour qu'il l'ordonne, le desservant d'une église, et la dîme de la cure appartenaient à l'abbé de Cuissy. En 1768, la cure ne rapportait au titulaire que 225 livres.
Par arrêté préfectoral du 20 décembre 2016, la commune est détachée le 1er janvier 2017 de l'arrondissement de Laon pour intégrer l'arrondissement de Vervins.

## Politique et administration

### Découpage territorial
La commune de Ville-aux-Bois-lès-Dizy est membre de la communauté de communes des Portes de la Thiérache, un établissement public de coopération intercommunale (EPCI) à fiscalité propre créé le 22 décembre 1997 dont le siège est à Rozoy-sur-Serre. Ce dernier est par ailleurs membre d'autres groupements intercommunaux.
Sur le plan administratif, elle est rattachée à l'arrondissement de Vervins, au département de l'Aisne et à la région Hauts-de-France. Sur le plan électoral, elle dépend du  canton de Vervins pour l'élection des conseillers départementaux, depuis le redécoupage cantonal de 2014 entré en vigueur en 2015, et de la première circonscription de l'Aisne  pour les élections législatives, depuis le dernier découpage électoral de 2010.

### Administration municipale
| Période                                  | Période                       | Identité             | Étiquette | Qualité                                |
| ---------------------------------------- | ----------------------------- | -------------------- | --------- | -------------------------------------- |
| avant 1875                               | après 1876                    | Bouvry               |           |                                        |
| avant 1893                               | après 1893                    | Joseph Léon Bertrand |           |                                        |
| Les données manquantes sont à compléter. |                               |                      |           |                                        |
| mars 2001                                | mars 2014                     | Michel Tellier       |           |                                        |
| mars 2014                                | En cours (au 14 juillet 2020) | Mickaël Gerlot       | DVD       | Ouvrier Réélu pour le mandat 2020-2026 |

## Démographie
L'évolution du nombre d'habitants est connue à travers les recensements de la population effectués dans la commune depuis 1793. Pour les communes de moins de 10 000 habitants, une enquête de recensement portant sur toute la population est réalisée tous les cinq ans, les populations de référence des années intermédiaires étant quant à elles estimées par interpolation ou extrapolation. Pour la commune, le premier recensement exhaustif entrant dans le cadre du nouveau dispositif a été réalisé en 2006.

En 2022, la commune comptait 203 habitants, en évolution de −2,4 % par rapport à 2016 (Aisne : −1,97 %, France hors Mayotte : +2,11 %).
| 1793 | 1800 | 1806 | 1821 | 1831 | 1836 | 1841 | 1846 | 1851 |
| ---- | ---- | ---- | ---- | ---- | ---- | ---- | ---- | ---- |
| 452  | 483  | 545  | 601  | 665  | 683  | 681  | 686  | 652  |

| 1856 | 1861 | 1866 | 1872 | 1876 | 1881 | 1886 | 1891 | 1896 |
| ---- | ---- | ---- | ---- | ---- | ---- | ---- | ---- | ---- |
| 608  | 619  | 589  | 594  | 575  | 514  | 480  | 478  | 480  |

| 1901 | 1906 | 1911 | 1921 | 1926 | 1931 | 1936 | 1946 | 1954 |
| ---- | ---- | ---- | ---- | ---- | ---- | ---- | ---- | ---- |
| 488  | 487  | 419  | 389  | 415  | 390  | 381  | 355  | 367  |

| 1962 | 1968 | 1975 | 1982 | 1990 | 1999 | 2006 | 2011 | 2016 |
| ---- | ---- | ---- | ---- | ---- | ---- | ---- | ---- | ---- |
| 323  | 300  | 229  | 204  | 210  | 205  | 198  | 175  | 208  |

| 2021 | 2022 | - | - | - | - | - | - | - |
| ---- | ---- | - | - | - | - | - | - | - |
| 205  | 203  | - | - | - | - | - | - | - |

## Lieux et monuments
- Église Saint-Fiacre-et-Saint-Blaise. L'église, tout en n'étant pas un monument historique, est remarquable pour ses reliefs, sculptures et vitraux. Dans l'église un petit vitrail commémore le lieutenant Maurice Henrion, mort pour la France le 17 mai 1940, membre de l'équipage du Sampiero corso.
- Plusieurs croix de chemin.
- Le monument aux morts.
- Le monument du char Sampiero corso et son équipage aux ordres du commandant Jean Bescond, expert des chars lourds B1 bis et très admiré de ses subordonnés, flambé vivant le 17 mai 1940. Le monument est couronné par le tourelleau du Sampiero corso[27].

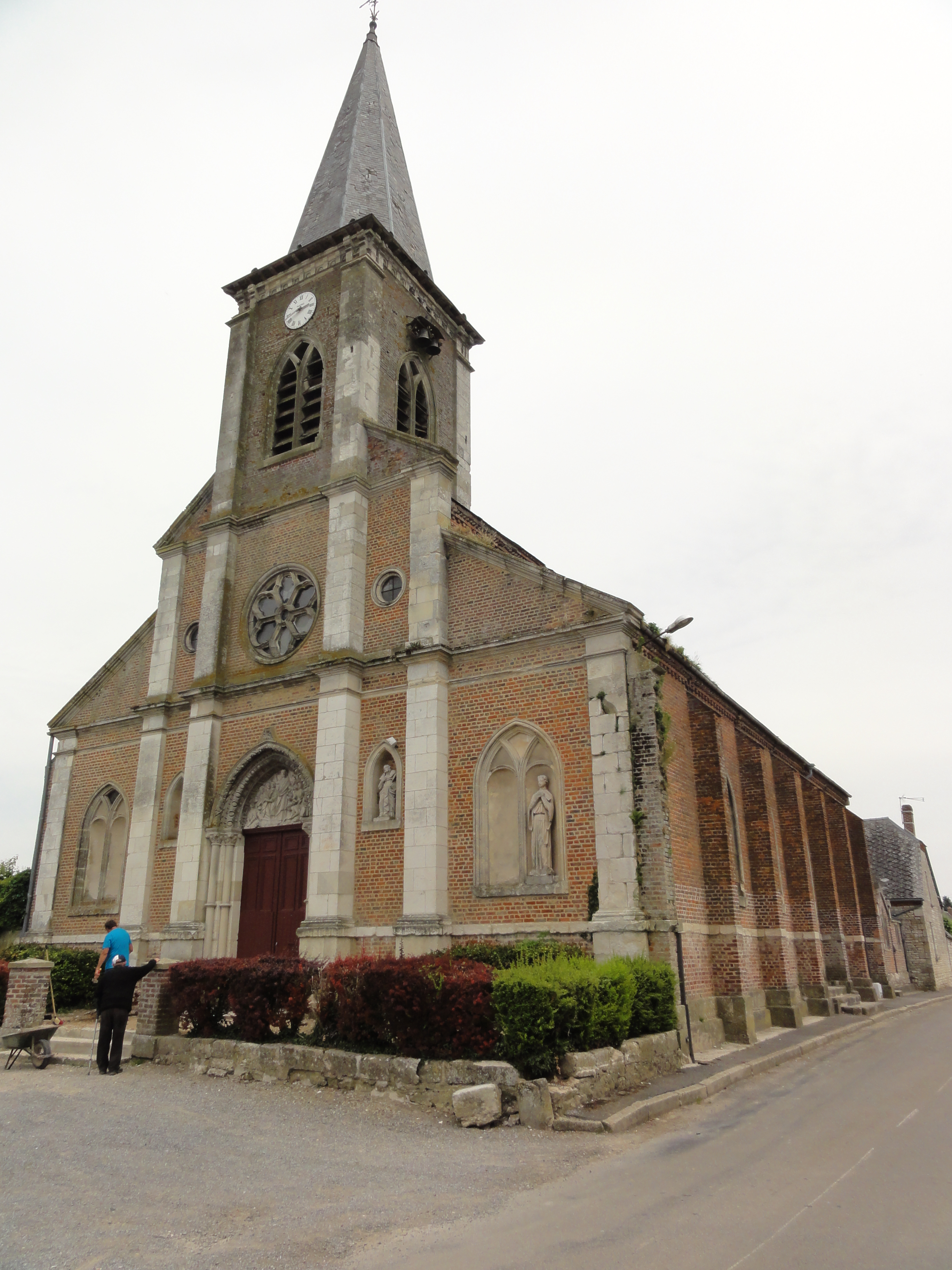
Église Saint-Fiacre-et-Saint-Blaise.
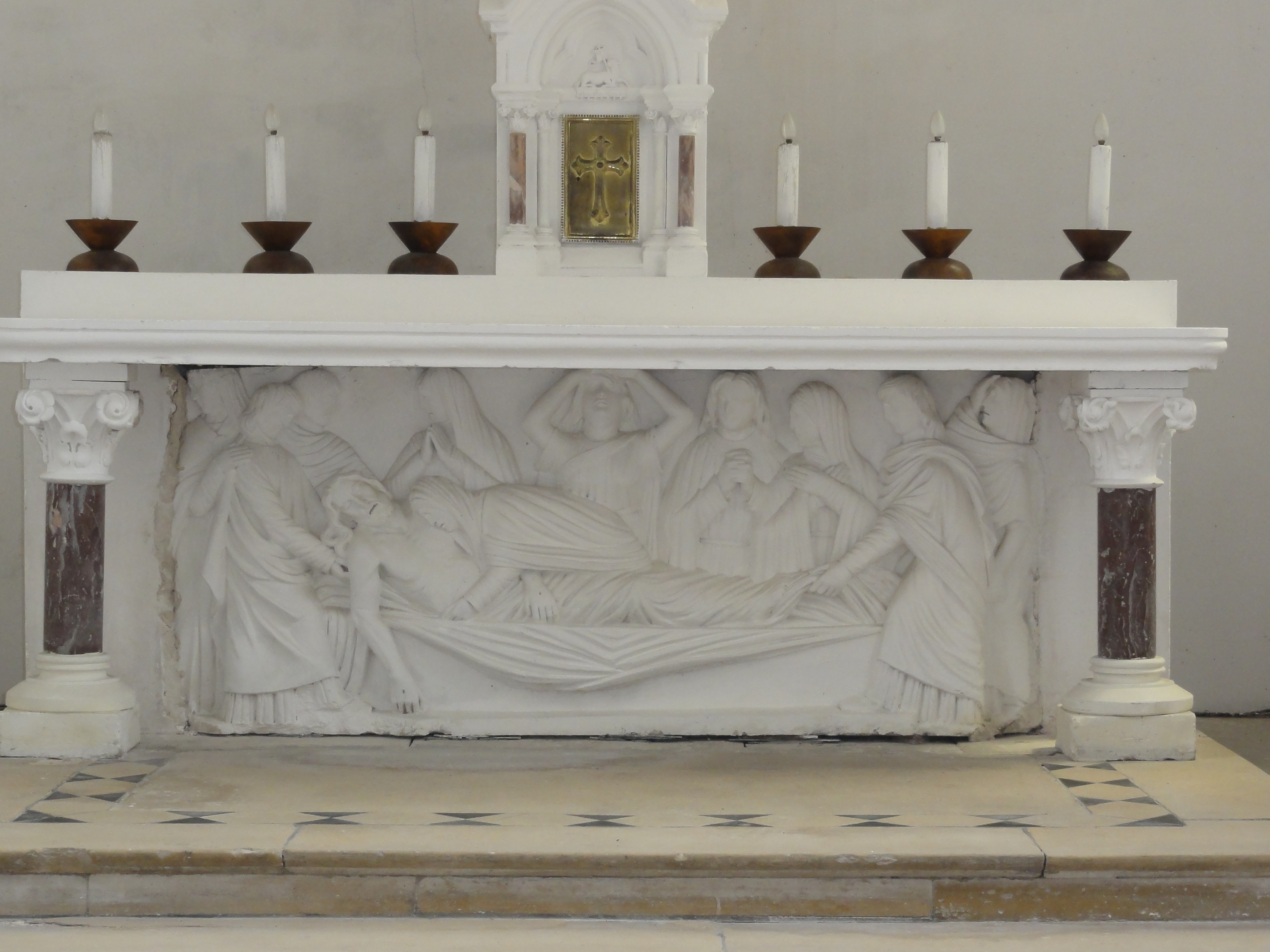
Dessous d'autel : Mise au tombeau.
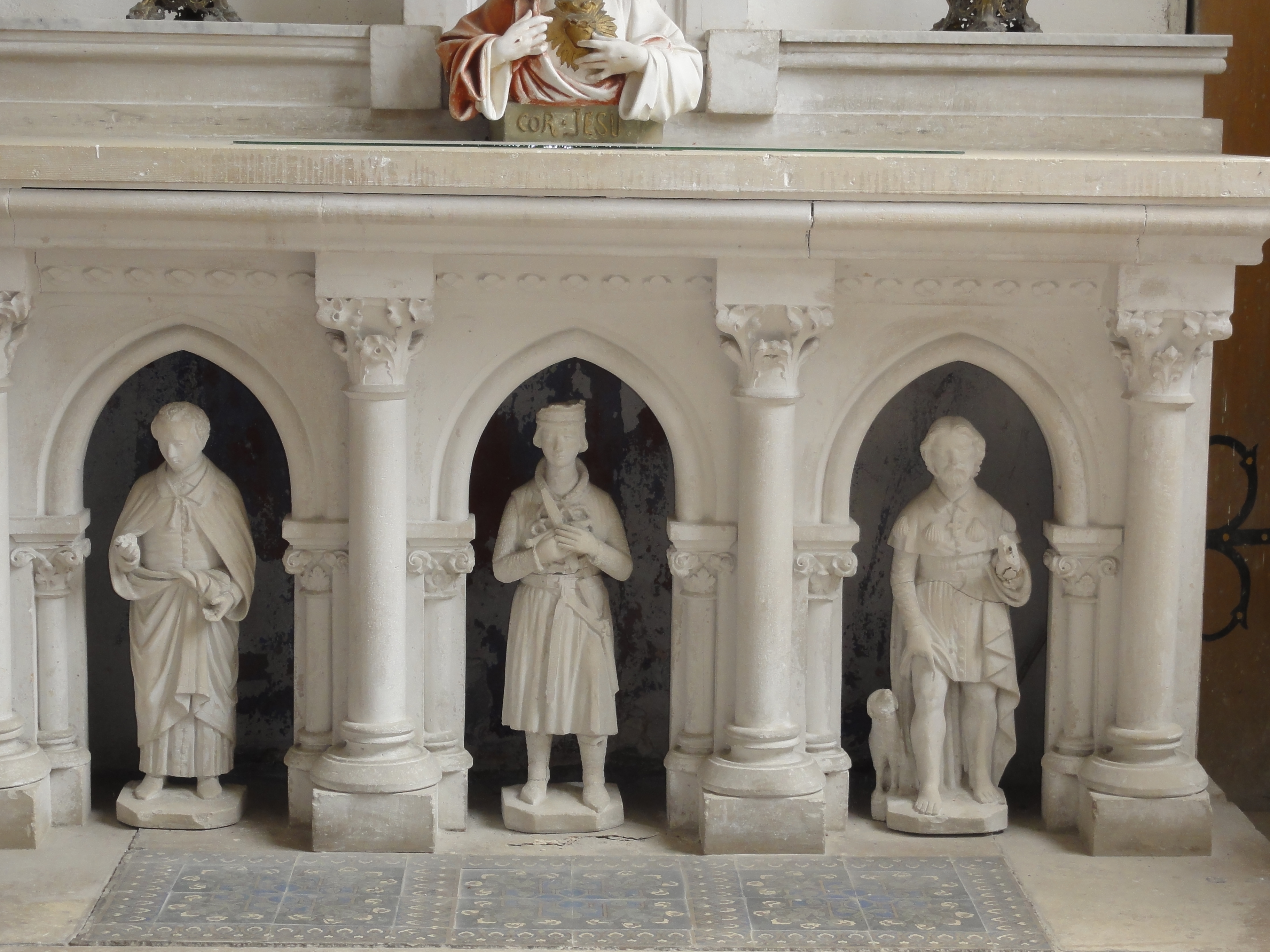
Dessous d'autel : trois saints.
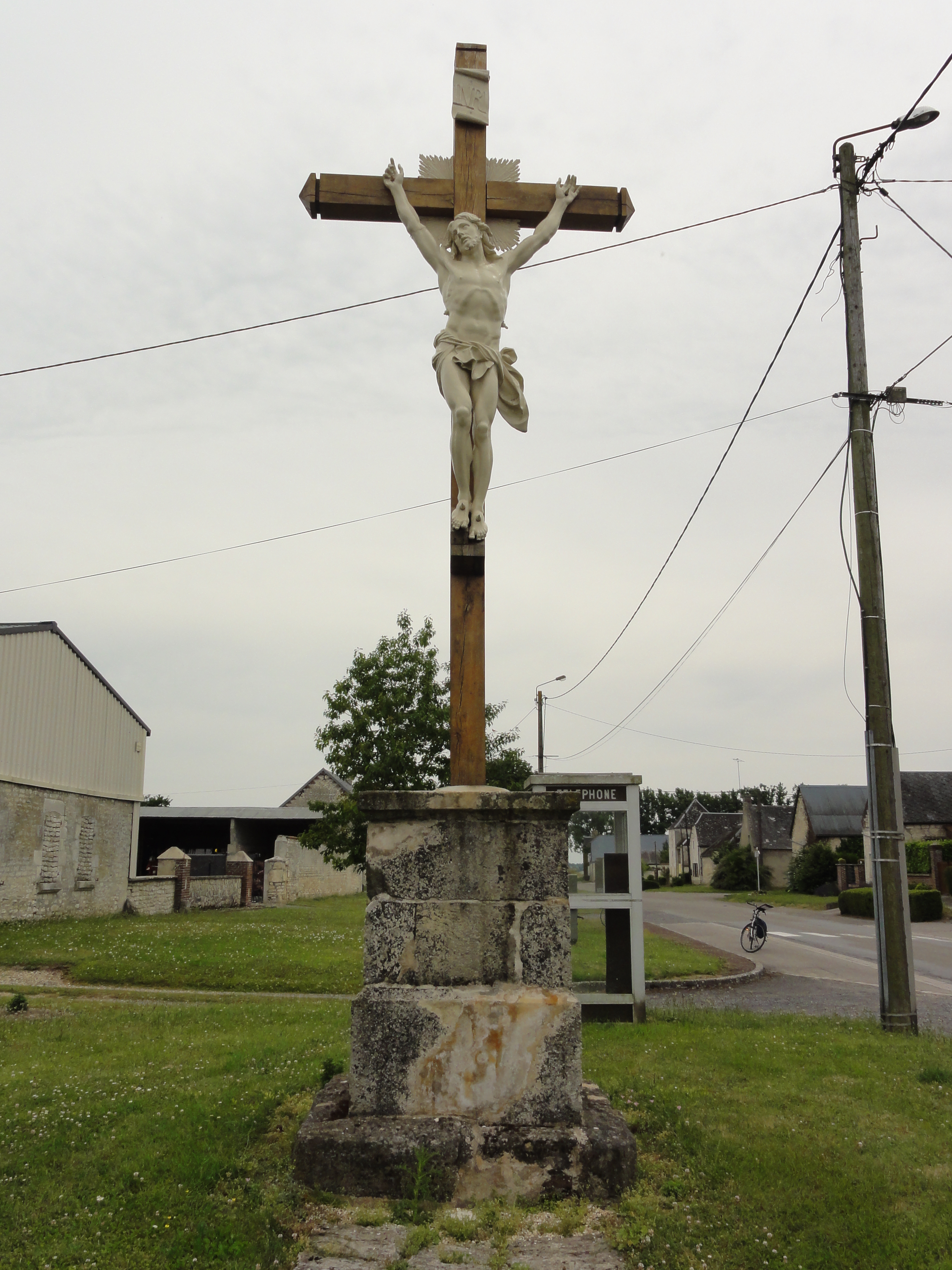
Le calvaire du centre.
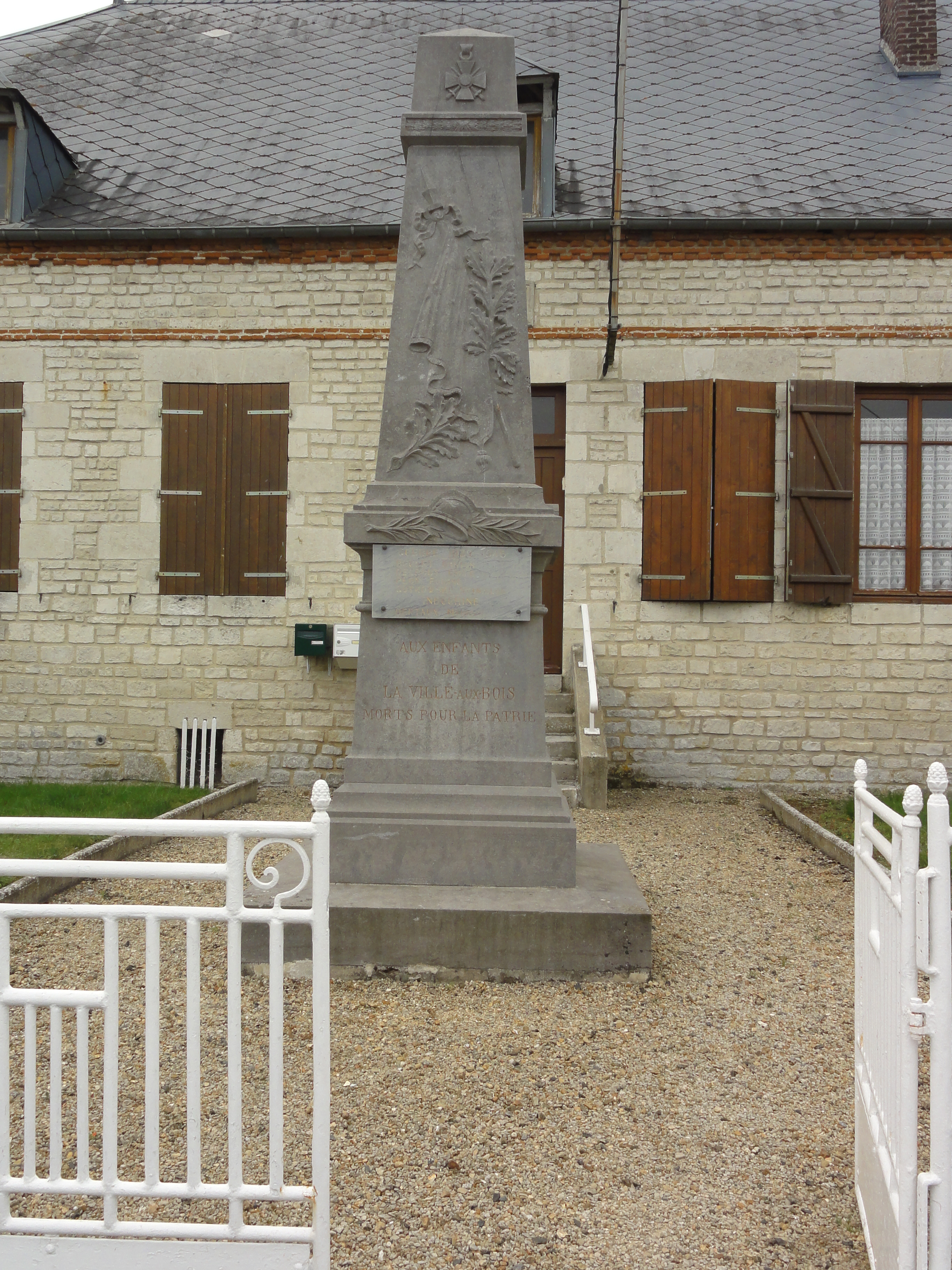
Monument aux morts.
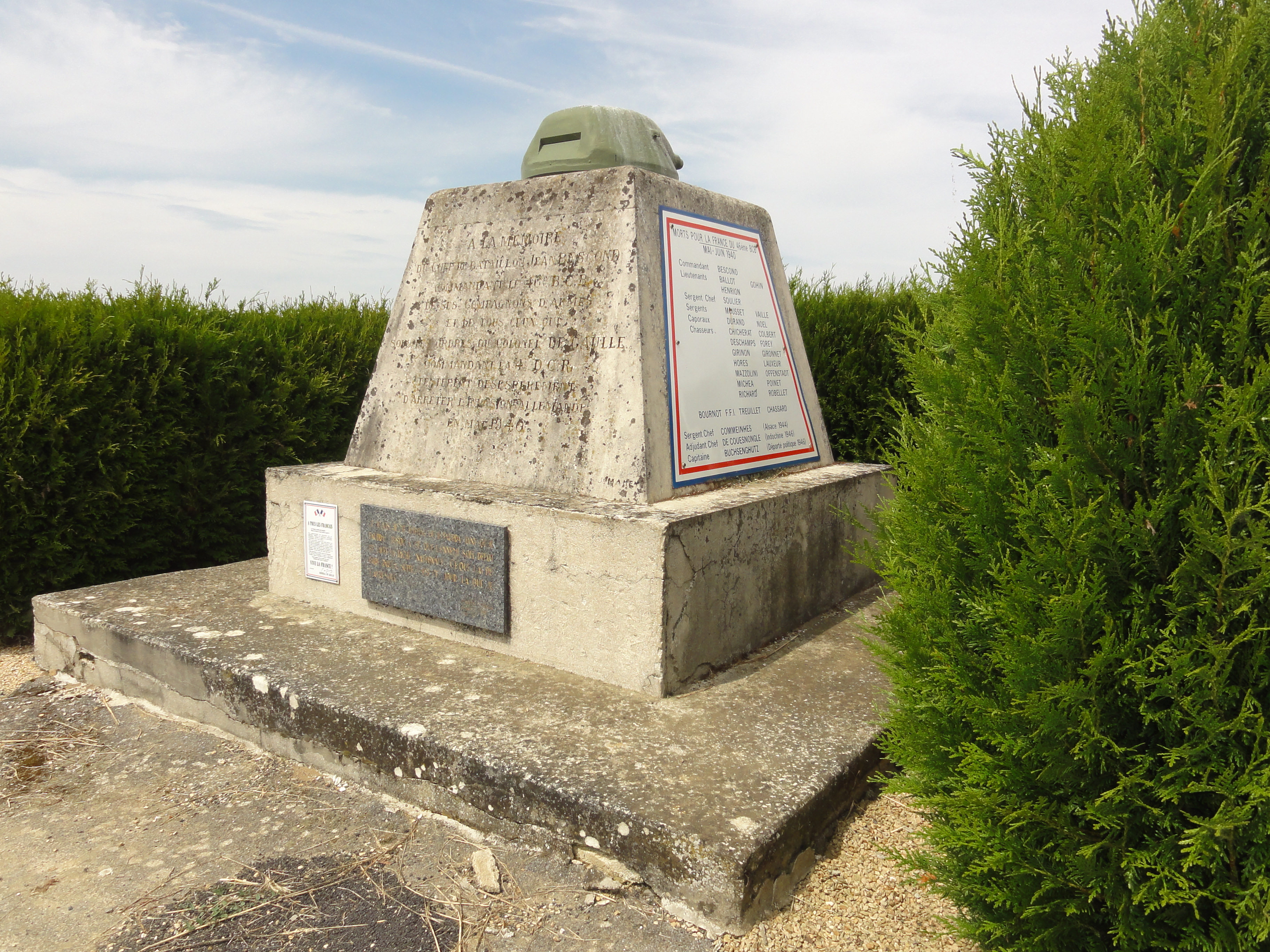
Mémorial du char Sampiero corso.